# Mon Laenen
Mon Laenen (Nijlen, 10 mei 1925 - Lier, 28 mei 2011) was een Belgisch politicus voor de CVP.

## Levensloop
Hij werd de eerste burgemeester van Nijlen - na de fusie der gemeenten in 1977 - en bleef op post tot eind 1988.
Tevens was hij een van de medestichters van de katholieke sportvereniging Sporta.
Hij overleed in het WZC Sint-Jozef te Lier. De afscheidsplechtigheid vond plaats in de Onze-Lieve-Vrouwekerk te Nijlen.